# Eriosema longifolium
Eriosema longifolium är en ärtväxtart som beskrevs av George Bentham. Eriosema longifolium ingår i släktet Eriosema och familjen ärtväxter. Inga underarter finns listade i Catalogue of Life.

## Bildgalleri

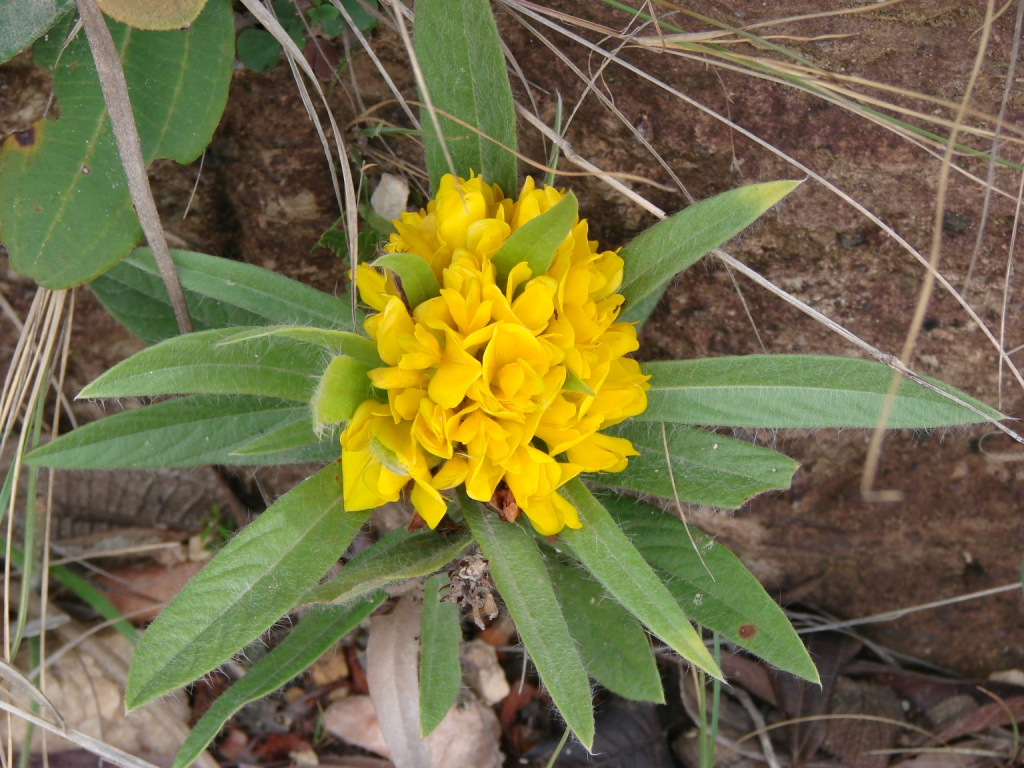